# Geocharis femoralis
Geocharis femoralis – gatunek chrząszcza z rodziny biegaczowatych i podrodziny Trechinae.

## Taksonomia
Gatunek ten został opisany w 1969 roku przez Henriego Coiffait.

## Opis
Chrząszcz bezoki i bezskrzydły. Ciało samic długości od 1,8 do 2,4 mm, a samców od 1,8 do 2,3 mm. Pokrywy prawie równoległe do jajowatych. Górna część pokryw z dwiema parami szczecinek: przednią i tylną. Wewnętrzna krawędź tylnych ud ząbkowana. Środkowy płat edeagusa w widoku grzbietowym o wierzchołku niezgiętym w prawo, a w widoku bocznym nieco łukowaty, o wierzchołku nieco zgiętym ku dołowi, silnie powiększony przed wierzchołkiem. Woreczek wewnętrzny edeagusa bez zakręconego sklerytu. Lewa paramera z dwoma szczecinkami wierzchołkowymi.

## Rozprzestrzenienie
Gatunek palearktyczny, endemiczny dla Portugalii.